# Pagny-la-Blanche-Côte
 Pagny-la-Blanche-Côte  là một xã thuộc tỉnh Meuse trong vùng Grand Est đông nam nước Pháp. Xã này nằm ở khu vực có độ cao trung bình 257 mét trên mực nước biển.